# Grootpootstruikgors
De grootpootstruikgors (Pezopetes capitalis) is een zangvogel uit de familie Emberizidae (gorzen).

## Verspreiding en leefgebied
Deze soort komt voor in Costa Rica en westelijk Panama.